# 丁石孙
丁石孙（1927年9月5日—2019年10月12日），原名丁永安，汉族，江苏镇江人，中国共产党、中华人民共和国数学家、教育家、社会活动家及政治人物，原副国级领导人。中国民主同盟领导人，第九届、十届全国人民代表大会常务委员会副委员长，中国民主同盟第七届、八届、九届中央委员会主席、第九届中央委员会名誉主席，欧美同学会原会长，北京大学原校长，中国共产党党员。
系第七届全国政协委员，八届全国政协常务委员、全国政协教育文化委员会常务副主任。第九届全国人大常委会副委员长。

## 生平
1944年至1947年，就读上海大同大学电机系，一年后因不善绘图转入数学系。因大三时参与中共地下党领导下学生运动被捕，遭到学校开除。在南方求学无望后转向北方，报考了北方的清华和燕京大学。1948年至1950年，在清华大学数学系学习，开始对数学真正产生兴趣。
1950年至1952年，在清华大学数学系助教。1952年至1984年，在北京大学数学力学系助教、讲师、教授，数学系副主任、主任。
1955年加入中国共产党。1960年，被批判为阶级异己分子、开除中国共产党党籍。1962年获得平反。
1984年至1988年北京大学校长、教授。1988年毛新宇从北大附中高中毕业，高考六门学科总共才考了109分。邵华找到时任北京大学校长丁石孙，称毛家三代都属于北大。丁石孙以“北大校风自由，同学好动，我担心他进来无法保障安全”为由拒绝毛新宇入读北大。1989年8月辞去北京大学校长职位。
1989年至1996年，任民盟中央副主席，国务院学位委员会委员，中国教育国际交流协会副会长，欧美同学会常务副会长，国家自然科学基金委员会数学评审组副组长。1996年至1998年，任民盟中央主席。
1998年3月，第九届全国人大第一次会议上，他当选全国人民代表大会常务委员会副委员长。2002年12月19日，民主同盟举行九届一中全会，他当选为民盟中央主席、之后兼任欧美同学会理事会会长。2003年3月，在第十届全国人大一次会议上当选全国人大常委会副委员长。
2005年12月，在民盟九届四中全会上，丁石孙辞去了民盟中央主席的职务；同时被推举为民盟中央名誉主席。
2019年10月12日14点35分，丁石孙在北京逝世，享年93岁。同年10月17日10时，在北京八宝山革命公墓大礼堂举行了丁石孙同志遗体告别仪式。

## 家族
祖父丁传科，在上海经商，家道殷实。父丁家丞，通医术。母刘蕙仙。妻桂琳琳，北京大学化学系教授。

## 学术贡献
- 综述：在代数、组合数学、数论、数理逻辑以及椭圆曲线理论等方面取得了多项成果；在数学哲学领域进行了研究，与人合著的《数学与教育》对数学方法论在人的思维方式形成中的作用进行了思考，对数学在科学和人类文化以及教育中的地位作用作出一系列系统性阐释[14]。
- 编写教材：《高等代数》、《线性移位寄存器序列》、《代数学引论》、《数学与教育》
- 代表性学术论文：

1. 丁石孙,袁向东,张祖贵.北京大学数学系八十年[J].中国科技史料,1993(01):74-85.
2. 丁石孙.数学思想的发展[J].自然辩证法研究通讯,1956(00):15-16.
3. 丁石孙.代数与编码——抽象数学应用一例[J].自然杂志,1981(03):181-182+240.
4. 丁石孙.马克思列宁主义哲学对发展数学科学的指导作用[J].自然辩证法研究通讯,1957(03):13-14.
5. 丁石孙.编写《代数学引论》的一些体会[J].教学与教材研究,1993(05):27-28.
6. 丁石孙,袁向东,张祖贵.“几度沧桑两鬓斑,桃李天下慰心田”——段学复教授访谈录[J].数学的实践与认识,1994(04):57-74.
7. 丁石孙,卢强,邬沧萍,刘诗白,江景波,高景德,傅世英,黎乐民.造就更多的高水平人才[J].群言,1993(06):4-11.
8. 丁石孙.Galois扩张的一个算术刻划[J].数学进展,1983(04):291-293.
9. 丁石孙.关于拓扑空间的正规性不具有可乘性的一个例子[J].北京大学学报(自然科学),1956(02):159-163.
10. 丁石孙.多写一些好教材[J].教材通讯,1988(02):2.